# Dmitri Alexandrowitsch Kowaljow
Dmitri Alexandrowitsch Kowaljow (russisch Дмитрий Александрович Ковалёв; * 27. März 1976 in Kaluga) ist ein ehemaliger russischer Ruderer.

## Karriere
Der für Dynamo Kaluga rudernde Kowaljow trat 2000 bei den Olympischen Spielen in Sydney mit dem russischen Achter an und belegte den 9. Platz.
Die beste Platzierung bei den Ruder-Weltmeisterschaften erreichte Kowaljow mit der russischen Mannschaft im Jahr 1999 in Kanada mit dem Bronzerang. Bei den Weltmeisterschaften 2002 in Sevilla konnte Kowaljow keine Medaille gewinnen.
Kowaljow gewann mehrmals russische Meisterschaften.

## Auszeichnungen
- 2000:  Verdienter Meister des Sports Russlands[3]